# لويزا بنسون كرايغ
لويزا بنسون كرايغ هي متسابقة ملكة الجمال ميانمارية، ولدت في 10 مارس 1941 في يانغون في ميانمار، وتوفيت في 2 فبراير 2010 في لوس أنجلوس في الولايات المتحدة.